# Gran Premio motociclistico del Giappone 2008
Il Gran Premio motociclistico del Giappone 2008 corso il 28 settembre, è stato il quindicesimo Gran Premio della stagione 2008 e ha visto vincere: in MotoGP la Yamaha di Valentino Rossi, nella classe 250 la Gilera di Marco Simoncelli e nella classe 125 la Aprilia di Stefan Bradl. La vittoria permise a Rossi di conquistare matematicamente il titolo mondiale, che dedicò alla memoria di Norifumi Abe, scomparso circa un anno prima per incidente stradale. Il pilota di Tavullia inoltre corse la gara con uno speciale adesivo sul casco ricordando il suo nome.

## MotoGP

### Arrivati al traguardo
| Pos | Nº | Pilota           | Squadra                 | Motocicletta | Giri | Tempo     | Griglia | Punti |
| --- | -- | ---------------- | ----------------------- | ------------ | ---- | --------- | ------- | ----- |
| 1   | 46 | Valentino Rossi  | Fiat Yamaha             | Yamaha       | 24   | 43:09.599 | 4       | 25    |
| 2   | 1  | Casey Stoner     | Ducati Marlboro         | Ducati       | 24   | +1.943    | 2       | 20    |
| 3   | 2  | Daniel Pedrosa   | Repsol Honda            | Honda        | 24   | +4.866    | 5       | 16    |
| 4   | 48 | Jorge Lorenzo    | Fiat Yamaha             | Yamaha       | 24   | +6.165    | 1       | 13    |
| 5   | 69 | Nicky Hayden     | Repsol Honda            | Honda        | 24   | +24.593   | 3       | 11    |
| 6   | 65 | Loris Capirossi  | Rizla Suzuki            | Suzuki       | 24   | +25.685   | 6       | 10    |
| 7   | 5  | Colin Edwards    | Tech 3 Yamaha           | Yamaha       | 24   | +25.918   | 7       | 9     |
| 8   | 56 | Shin'ya Nakano   | San Carlo Honda Gresini | Honda        | 24   | +26.003   | 9       | 8     |
| 9   | 4  | Andrea Dovizioso | JiR Team Scot           | Honda        | 24   | +26.219   | 13      | 7     |
| 10  | 21 | John Hopkins     | Kawasaki Racing         | Kawasaki     | 24   | +37.131   | 11      | 6     |
| 11  | 52 | James Toseland   | Tech 3 Yamaha           | Yamaha       | 24   | +37.574   | 10      | 5     |
| 12  | 14 | Randy de Puniet  | LCR Honda               | Honda        | 24   | +38.020   | 8       | 4     |
| 13  | 33 | Marco Melandri   | Ducati Marlboro         | Ducati       | 24   | +39.768   | 16      | 3     |
| 14  | 50 | Sylvain Guintoli | Alice Team              | Ducati       | 24   | +45.846   | 15      | 2     |
| 15  | 13 | Anthony West     | Kawasaki Racing         | Kawasaki     | 24   | +55.748   | 17      | 1     |
| 16  | 24 | Toni Elías       | Alice Team              | Ducati       | 24   | +59.320   | 14      |       |
| 17  | 15 | Alex De Angelis  | San Carlo Honda Gresini | Honda        | 24   | +1:12.398 | 18      |       |

### Ritirati
| Nº | Pilota          | Squadra      | Motocicletta | Giri | Griglia |
| -- | --------------- | ------------ | ------------ | ---- | ------- |
| 7  | Chris Vermeulen | Rizla Suzuki | Suzuki       | 16   | 12      |
| 64 | Kōsuke Akiyoshi | Rizla Suzuki | Suzuki       | 0    | 19      |

## Classe 250

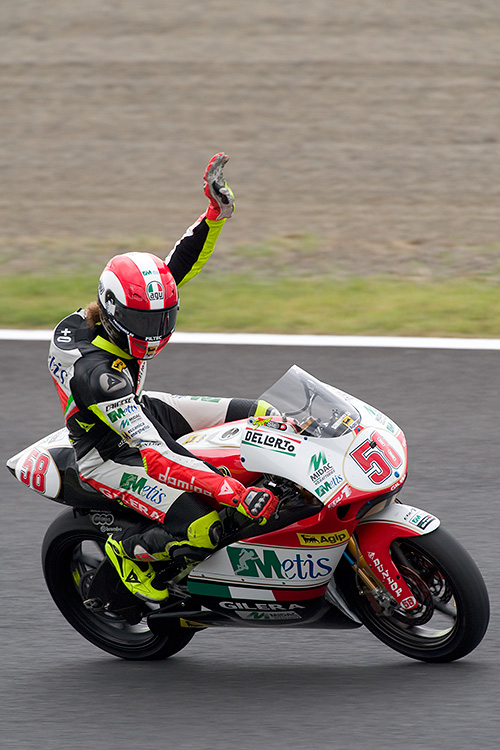
Simoncelli, festeggia dopo aver vinto la gara della classe 250

### Arrivati al traguardo
| Pos | Nº | Pilota              | Squadra                    | Motocicletta | Giri | Tempo     | Griglia | Punti |
| --- | -- | ------------------- | -------------------------- | ------------ | ---- | --------- | ------- | ----- |
| 1   | 58 | Marco Simoncelli    | Metis Gilera               | Gilera       | 23   | 43:09.385 | 1       | 25    |
| 2   | 19 | Álvaro Bautista     | Mapfre Aspar               | Aprilia      | 23   | +0.348    | 5       | 20    |
| 3   | 6  | Alex Debón          | Lotus Aprilia              | Aprilia      | 23   | +8.414    | 3       | 16    |
| 4   | 60 | Julián Simón        | Repsol KTM                 | KTM          | 23   | +9.151    | 7       | 13    |
| 5   | 36 | Mika Kallio         | Red Bull KTM               | KTM          | 23   | +17.041   | 4       | 11    |
| 6   | 72 | Yūki Takahashi      | JiR Team Scot              | Honda        | 23   | +19.632   | 8       | 10    |
| 7   | 41 | Aleix Espargaró     | Lotus Aprilia              | Aprilia      | 23   | +19.892   | 9       | 9     |
| 8   | 75 | Mattia Pasini       | Polaris World              | Aprilia      | 23   | +20.442   | 11      | 8     |
| 9   | 4  | Hiroshi Aoyama      | Red Bull KTM               | KTM          | 23   | +22.303   | 2       | 7     |
| 10  | 15 | Roberto Locatelli   | Metis Gilera               | Gilera       | 23   | +22.387   | 10      | 6     |
| 11  | 55 | Héctor Faubel       | Mapfre Aspar               | Aprilia      | 23   | +32.851   | 6       | 5     |
| 12  | 52 | Lukáš Pešek         | Auto Kelly - CP            | Aprilia      | 23   | +48.621   | 13      | 4     |
| 13  | 14 | Ratthapark Wilairot | Thai Honda PTT SAG         | Honda        | 23   | +48.803   | 15      | 3     |
| 14  | 66 | Shōya Tomizawa      | Project U FRS              | Honda        | 23   | +49.572   | 14      | 2     |
| 15  | 32 | Fabrizio Lai        | Campetella Racing          | Gilera       | 23   | +58.045   | 16      | 1     |
| 16  | 25 | Alex Baldolini      | Matteoni Racing            | Aprilia      | 23   | +58.362   | 18      |       |
| 17  | 65 | Takumi Takahashi    | Burning Blood Racing       | Honda        | 23   | +1:15.062 | 17      |       |
| 18  | 45 | Doni Tata Pradita   | Yamaha Pertamina Indonesia | Yamaha       | 23   | +1:49.930 | 20      |       |
| 19  | 43 | Manuel Hernández    | Blusens Aprilia            | Aprilia      | 23   | +1:58.603 | 21      |       |
| 20  | 92 | Daniel Arcas        | Blusens Aprilia            | Aprilia      | 22   | +1 giro   | 22      |       |
| 21  | 69 | Takumi Endoh        | Ser.Spruce/Pro-Tec         | Yamaha       | 22   | +1 giro   | 26      |       |
| 22  | 10 | Imre Tóth           | Toth Aprilia               | Aprilia      | 22   | +1 giro   | 25      |       |
| 23  | 68 | Yuuki Ito           | Dog Fight Racing           | Yamaha       | 20   | +3 giri   | 24      |       |

### Ritirato
| Nº | Pilota          | Squadra           | Motocicletta | Giri | Griglia |
| -- | --------------- | ----------------- | ------------ | ---- | ------- |
| 35 | Simone Grotzkyj | Campetella Racing | Gilera       | 0    | 19      |

### Non partiti
| Nº | Pilota          | Squadra                    | Motocicletta | Griglia |
| -- | --------------- | -------------------------- | ------------ | ------- |
| 67 | Kazuki Watanabe | RT Morinokumasan-Satohjuku | Yamaha       | 23      |
| 21 | Héctor Barberá  | Toth Aprilia               | Aprilia      | 12      |
| 17 | Karel Abraham   | Cardion AB Motoracing      | Aprilia      | 27      |

## Classe 125

### Arrivati al traguardo
| Pos | Nº | Pilota             | Squadra                   | Motocicletta | Giri | Tempo     | Griglia | Punti |
| --- | -- | ------------------ | ------------------------- | ------------ | ---- | --------- | ------- | ----- |
| 1   | 17 | Stefan Bradl       | Grizzly Gas Kiefer Racing | Aprilia      | 20   | 39:57.228 | 2       | 25    |
| 2   | 63 | Mike Di Meglio     | Ajo Motorsport            | Derbi        | 20   | +0.151    | 1       | 20    |
| 3   | 1  | Gábor Talmácsi     | Bancaja Aspar             | Aprilia      | 20   | +0.281    | 5       | 16    |
| 4   | 6  | Joan Olivé         | Belson Derbi              | Derbi        | 20   | +5.945    | 12      | 13    |
| 5   | 18 | Nicolás Terol      | Jack & Jones WRB          | Aprilia      | 20   | +6.072    | 3       | 11    |
| 6   | 11 | Sandro Cortese     | Emmi - Caffe Latte        | Aprilia      | 20   | +6.135    | 4       | 10    |
| 7   | 24 | Simone Corsi       | Jack & Jones WRB          | Aprilia      | 20   | +6.455    | 15      | 9     |
| 8   | 45 | Scott Redding      | Blusens Aprilia Junior    | Aprilia      | 20   | +25.393   | 6       | 8     |
| 9   | 33 | Sergio Gadea       | Bancaja Aspar             | Aprilia      | 20   | +25.537   | 10      | 7     |
| 10  | 99 | Danny Webb         | Degraaf Grand Prix        | Aprilia      | 20   | +26.192   | 18      | 6     |
| 11  | 71 | Tomoyoshi Koyama   | ISPA KTM Aran             | KTM          | 20   | +27.307   | 11      | 5     |
| 12  | 35 | Raffaele De Rosa   | Onde 2000 KTM             | KTM          | 20   | +39.536   | 19      | 4     |
| 13  | 73 | Takaaki Nakagami   | I.C. Team                 | Aprilia      | 20   | +43.745   | 20      | 3     |
| 14  | 7  | Efrén Vázquez      | Blusens Aprilia Junior    | Aprilia      | 20   | +51.629   | 16      | 2     |
| 15  | 5  | Alexis Masbou      | Loncin Racing             | Loncin       | 20   | +51.899   | 22      | 1     |
| 16  | 94 | Jonas Folger       | Red Bull KTM              | KTM          | 20   | +51.931   | 31      |       |
| 17  | 8  | Lorenzo Zanetti    | ISPA KTM Aran             | KTM          | 20   | +51.962   | 23      |       |
| 18  | 22 | Pablo Nieto        | Onde 2000 KTM             | KTM          | 20   | +52.589   | 28      |       |
| 19  | 77 | Dominique Aegerter | Ajo Motorsport            | Derbi        | 20   | +56.837   | 7       |       |
| 20  | 51 | Stevie Bonsey      | Degraaf Grand Prix        | Aprilia      | 20   | +56.977   | 17      |       |
| 21  | 72 | Marco Ravaioli     | Matteoni Racing           | Aprilia      | 20   | +58.626   | 30      |       |
| 22  | 58 | Yuuichi Yanagisawa | 18 Garage Racing          | Honda        | 20   | +59.926   | 32      |       |
| 23  | 21 | Robin Lässer       | Grizzly Gas Kiefer Racing | Aprilia      | 20   | +1:09.782 | 25      |       |
| 24  | 59 | Hiroki Ono         | Battle Factory            | Honda        | 20   | +1:14.883 | 35      |       |
| 25  | 26 | Adrián Martín      | Bancaja Aspar             | Aprilia      | 20   | +1:26.120 | 29      |       |
| 26  | 36 | Cyril Carrillo     | FFM Honda GP 125          | Honda        | 20   | +1:29.130 | 37      |       |

### Ritirati
| Nº | Pilota            | Squadra                   | Motocicletta | Giri | Griglia |
| -- | ----------------- | ------------------------- | ------------ | ---- | ------- |
| 38 | Bradley Smith     | Polaris World             | Aprilia      | 16   | 14      |
| 62 | Kazuma Watanabe   | Plus One                  | Honda        | 16   | 34      |
| 60 | Michael Ranseder  | I.C. Team                 | Aprilia      | 14   | 24      |
| 57 | Iori Namihira     | Honda Suzuka Racing       | Honda        | 11   | 26      |
| 50 | Hiroomi Iwata     | DYDO Miu Racing           | Honda        | 10   | 27      |
| 48 | Bastien Chesaux   | WTR San Marino            | Aprilia      | 8    | 39      |
| 95 | Robert Mureșan    | Grizzly Gas Kiefer Racing | Aprilia      | 6    | 33      |
| 12 | Esteve Rabat      | Repsol KTM                | KTM          | 0    | 21      |
| 16 | Jules Cluzel      | Loncin Racing             | Loncin       | 0    | 36      |
| 29 | Andrea Iannone    | I.C. Team                 | Aprilia      | 0    | 9       |
| 44 | Pol Espargaró     | Belson Derbi              | Derbi        | 0    | 8       |
| 56 | Hugo van den Berg | Degraaf Grand Prix        | Aprilia      | 0    | 38      |
| 93 | Marc Márquez      | Repsol KTM                | KTM          | 0    | 13      |